# زبيبة في الشمس
زبيبة في الشمس (بالإنجليزية: A Raisin in the Sun)‏ هي مسرحية إنجليزية أنتجت سنة 1959، وصاحبتها هي الأديبة لورين هانزبيري.

## القصة
تحكي هذه المسرحية عن الأفراح والإحباطات اليومية لشاب زنجي متزوج وأسرته، وتكشف النقاب عن آمالهم ومعاناتهم بأسلوب رقيق.
هي مسرحية تجمع بين القوة والصدق، لأنها تتحدث عن نماذج بشرية حقيقية بكل أمانة.

## الشخصيات
- السيد والتر (الاب المتوفي من بداية المسرحية)
- لينا ينجر (الام لينا ينجر وهي المسئوله عن العائلة)
- ولتر لي ينجر (الابن الأكبر وزوج روث واخ بثينا)
- روث ينجر (زوجة والتر لي)
- ترافيس ينجر (ابن والتر لي)
- بنيثا ينجر (اخت والتر لي)
- جورج مرتشيزون (صديق بثينا وهو رجل غني)
- جوزيف أساجاي (صديق بثينا الآخر وهو من نيجيريا)
- كارل لندنر (ممثل الجيران البيض وهو الذي تقدم بعرض لشراء المنزل الجديد للعائله)
- بوبو (الشريك الأول لـ والتر لي في مشروع حانة الخمور)
- ويلي (الشريك الثاني لـ والتر لي وهو الذي هرب بالمال واحبط المشروع)
- جونسون (جارة العائلة الفضولية)